# 德累斯頓鎮區 (密蘇里州佩蒂斯縣)
德累斯頓鎮區（英語：Dresden Township）是位於美國密蘇里州佩蒂斯縣的一個行政鎮區。

## 地方資料
德累斯頓鎮區的面積為94.20平方千米，當中陸地面積為93.49平方千米，而水域面積為0.72平方千米。根據2020年美國人口普查的數據，當地共有人口668人，而人口密度為每平方千米7.09人。